# Nephrotoma cirrata
Nephrotoma cirrata är en tvåvingeart som beskrevs av Tangelder 1984. Nephrotoma cirrata ingår i släktet Nephrotoma och familjen storharkrankar. Inga underarter finns listade i Catalogue of Life.